# TNFSF18
TNFSF18‏ (TNF superfamily member 18) هوَ بروتين يُشَفر بواسطة جين TNFSF18 في الإنسان.